# MG R-Type
La MG R-Type è un'autovettura da competizione prodotta dalla Morris Garages nel 1935.

## Descrizione
L'auto utilizzava una versione modificata con corsa accorciata a 73 mm del motore monoalbero a camme in testa della Morris Minor e Wolseley 10 del 1928. Questo, che era già stato utilizzato e modificato per la Q-Type, era stato ulteriormente sviluppato, per migliorarne l'affidabilità. Era dotata di un compressore Zoller e produceva 110 CV (82 kW) a 7200 giri/min. Il cambio era a preselezione con quattro marce. Nella parte posteriore, era presente un differenziale con carcassa in alluminio fissata al telaio e muoveva le ruote attraverso alberi corti con scanalature scorrevoli e giunti cardanici.
Il rivoluzionario telaio in acciaio a forma di Y aveva una spina dorsale che si divideva in concomitanza del gruppo motore-cambio ed era molto leggero. Le sospensioni erano indipendente, facendone la prima vettura MG e dell'industria automobilistica britannica ad esserne dotata, utilizzando bracci trasversali e barre di torsione longitudinali coadiuvati da ammortizzatori idraulici, che consentivano una notevole escursione delle ruote per attutire le asperità del terreno di molti circuiti da corsa dell'epoca, in particolare Brooklands. Il sistema frenante era composto da quattro tamburi da 12 pollici (305 mm) comandati mediante cavo e le ruote erano a raggi fissate da un controdado centrale.
La configurazione della carrozzeria era monoposto, con i pannelli realizzati in alluminio, che nell'aspetto richiamavano una vettura da Gran Prix dell'epoca, ed erano progettati per essere rimossi e sostituti facilmente.
L'auto costava circa 750 sterline e le uniche dieci vetture costruite furono vendute a clienti selezionati.
La prima competizione di rilievo a cui la R-Tyoe partecipò, fu l'International Trophy sul circuito di Brooklands, ottenendo come miglior piazzamento un 6º posto. In seguito la sospensione iniziò a creare problemi, principalmente a causa della taratura troppo morbido del retrotreno, e furono proposte soluzioni per ovviare a tale problematica, ma con la nomina del nuovo capo Leonard Lord che chiuse il reparto corse MG, la modifica non fu mai eseguita.